# Косинор
Косинор или косинор-анализ — метод обработки коротких временных, основанный на приближении временного ряда косинусоидой.
При косинор-анализе вычисляются три основных параметра: мезор (среднее значение или уровень), амплитуда колебания и акрофаза (момент времени, когда колебание достигает своего максимального значения). Приближение производится по методу наименьших квадратов. Так же вычисляются погрешности данных характеристик.
Косинор-анализ применяется в хронобиологии, хрономедицине и биоритмологии.
Метод предложен Францем Хальбергом (англ. Franz Halberg) в 1969 году.